# Virgin Gorda
Virgin Gorda è la terza più grande isola (dopo Tortola e Anegada) e la seconda più popolosa delle Isole Vergini Britanniche, un gruppo insulare che fa parte dell'arcipelago delle Isole Vergini.
Ha una superficie di 21,9 km², il nome le venne dato da Cristoforo Colombo perché la forma dell'isola ricorda quella una donna grassa sdraiata su un fianco. Il centro abitato principale e capoluogo dell'isola è Spanish Town situata nella parte sudoccidentale dell'isola.
Tra le principali attrazioni dell'isola vi sono il The Baths National Park che comprende una breve zona costiera a sud-ovest in cui formazioni granitiche danno origine a vasche e grotte e le rovine dell'area mineraria.
Sull'isola l'attività di estrazione del rame iniziò nel 1837, minatori provenienti dalla Cornovaglia scavarono miniere e costruirono alloggi e  infrastrutture nell'estremo orientale dell'isola (chiamato Copper Mine Point), l'attività di estrazione proseguì fino al 1862 quando l'aumento dei costi rese l'attività antieconomica. Sono tuttora presenti le rovine di queste strutture, nel 2003 sono state comprese in un parco nazionale.